# Латур, Бруно
Бруно Латур (фр. Bruno Latour; 22 июня 1947[…], Бон, Кот-д’Ор, Бургундия — Франш-Конте, Франция — 8 октября 2022, XIII округ Парижа, Париж, Иль-де-Франс, Франция) — французский антрополог, философ и социолог науки.
Доктор философии по теологии. Был связан с Центром организационной социологии, являлся там вице-президентом исследовательской деятельности; иностранный член Британской академии. Лауреат престижной премии Хольберга (2013).
Автор таких книг как «Нового Времени не было», «Лабораторная жизнь» и «Наука в действии». Вместе с Мишелем Каллоном и Джоном Ло является одним из основоположников акторно-сетевой теории.

## Биография
Родился в семье виноделов. Изучал философию, перед тем как получить докторскую степень по теологии в Университете Тура. Читал лекции в Лондонской школе экономики и на кафедре истории науки Гарвардского университета.
Является автором книг: «Лабораторная жизнь», 1979), «Пастеризация Франции» (1984), «Арамис или Любовь к технологии» и эссе по симметрической антропологии «Нового Времени не было». В 1987 году Латур опубликовал книгу «Наука в действии: следуя за учёными и инженерами внутри сообщества» — один из самых значимых текстов по социологии науки и техники (англ.).

## Когда вещи дают сдачи: возможный вклад «исследований науки» в общественные науки
«Всё обстоит превосходно с общественными науками за исключением двух малюсеньких слов: „общественные“ и „науки“».
Определением общественной науки, по Латуру, занимается «исследование науки и технологии» (STS). STS определяет объекты изучения общественных наук, а также методы их изучения — социальную интерпретацию. Латур выделяет ряд трудностей, связанных с изменением социально интерпретируемых феноменов. Идея социальной интерпретации заключается в «замещении истинного содержания объекта функциями общества», причём такое замещение либо разрушает объект, либо игнорирует его.
Особенность социальной интерпретации состоит в рассмотрении объектов исключительно с точки зрения общества, тогда как «общество ничего не объясняет, оно само должно быть объяснено». Таким образом Латур выделяет первую трудность социальной интерпретации: «выйти за рамки общественного», чтобы увидеть истинную суть предметов. Однако с исчезновениями трудностей, как пишет Латур, исчезнут и сами цели общественных наук.
Вторая проблема заключается в дефиниции науки и определения понятия общества. Латур акцентирует внимание на подражании общественных наук естественным. Однако объекты изучения и тех и других различаются в том плане, что в естественных науках объекты не «просто вещи», а существующие объективно по своим внутренним природным законам предметы, не подверженные тому, что о них говорит учёный, и действующие вне зависимости от его ожиданий. А объектом общественных наук являются, прежде всего, люди, не всегда способные противостоять и «идти на уступки» учёным. Такое несоответствие между интересами учёных и поведением непокорных им объектов природы Латур называет «научными войнами». Причиной подражания естественным наукам является существование у общественных наук своего «естественнонаучного двойника» (кроме социологии). Социология не вошла в это число, так как она не переживала в «эпоху до STS» внутреннего конфликта, определяемого природой «вещи», как это было с другими науками, поэтому вместо термина «социология» Латур использует «общественные науки». Целью же подражания является «постепенное создание общего мира».

## Дайте мне лабораторию, и я переверну мир
Латур в статье «Дайте мне лабораторию, и я переверну мир» анализирует работу лабораторий в новом смысле, обращаясь при этом к опытам и деятельности Луи Пастера — французского биолога, который занимался изучением микроорганизмов, вызывающих такую тяжёлую болезнь домашнего скота, как сибирская язва — о чём и пишет социолог.
Разделяя проблемы «микро» и «макро» уровней, Латур говорит: «…имеет место разделение труда между исследователями организаций, институтов, общественной стратегии с одной стороны, и людьми, изучающими разногласия на микроуровнях внутри научных дисциплин, с другой. Действительно непросто усмотреть общие элементы в анализе разногласий относительно лаетрила (Nelkin, 1979) и в семиотическом исследовании отдельного текста (Bastide, 1981); в исследовании индикаторов, указывающих на рост НИОКР (R&D) и истории гравитационного волнового детектора (Collins, 1975); или в расследовании взрыва реактора на заводе Виндскэйл и расшифровке нечленораздельного бормотания учёных, беседующих, сидя на скамейке (Lynch, 1982)… Уловить общие черты среди этих разнонаправленных тематик настолько сложно, что люди склоняются к идее существования „макроскопических“ проблем и к необходимости отдельного рассмотрения двух уровней исследования, осуществляемых учёными с различной специализацией с помощью различных методов».
Прежде всего, Бруно Латур говорит об осознании скрытых технологических возможностей исследовательской деятельности, в результате которых меняются функции лаборатории. Они становятся обителью прикладной науки, то есть науки, ориентированной на создание и совершенствование технологий. Именно лаборатории выступают в качестве отправной точки научно-технического прогресса. Вместе с тем все алгоритмы исследований и их результаты, полученные и первоначально отработанные в лаборатории, применяются не только для получения новых знаний и разработки новых технологий, но и для практического обслуживания многих сфер деятельности, таких, например, как сельское хозяйство (о чём, собственно, и идёт речь в статье). Латур пишет, что учёные «будут делать всё от них зависящее, чтобы распространить повсюду некоторые из условий, способствующих воспроизведению благоприятных лабораторных практик. Поскольку научные факты производятся внутри лабораторий, то для обеспечения их свободного распространения необходимо создать дорогостоящие сети, внутри которых будет поддерживаться их хрупкая эффективность. Если это значит превратить общество в большую лабораторию, то так оно и будет. Распространение лабораторий в те области, которые за несколько десятилетий до этого не имели ничего общего с наукой, является хорошим примером построения подобных сетей» (Бруно Латур, «Дайте мне лабораторию, и я переверну мир» стр. 27 — 28).
В очередной раз поднимая вопрос о «научности» науки, Бруно Латур говорит о проникновении исследовательской деятельности во многие сферы жизни, возможном благодаря совершенствованию технологий. Таким образом, в статье метафорично представлены рассуждения о неразрывной взаимосвязи проблем «микро» и «макро» уровней, их взаимозависимости, то есть переходе из одного состояния в другое на пути развития и разрешения.

## Политика природы
В центре внимания статьи — развивавшаяся в последнее время идея политической экологии, которая породила движения, старающиеся воздвигнуть в качестве основополагающего политического принципа заботу об окружающей среде. В практике этих движений наблюдается застой, и Б. Латур пожелал разобраться в самой идее политической экологии, чтобы выяснить причину такого исхода.
В процессе этого исследования выясняется, что политическая экология из-за непроработанной теоретической основы заблуждается относительно своей реальной деятельности. Забота о природе на самом деле не входит в сферу её компетенции по ряду причин.
Первая причина заключается в том, что политика не может защищать интересы природы, так как изначально создана для защиты интересов человека и именно его полагает субъектом. Она может защищать природу, только наделив её субъективными качествами и естественными правами, ранее принадлежавшими лишь человеку: это ведёт к абсурду. Вторая причина — политическая экология полагает реальные интересы природы и природу саму по себе как явление, доступное непосредственному пониманию человека, тогда как на самом деле она имеет дело лишь с научной интерпретацией феномена природы. Поэтому разговоры о глобальных природных кризисах всегда субъективны, касаются частностей и не имеют под собой настоящих оснований. Значение политической экологии состоит в том, что она выявляет контраст между ясными, чётко определёнными научными понятиями и непредсказуемыми, выходящими за пределы этих понятий явлениями реального мира во всей их сложной внутренней взаимосвязи.

## Награды и признание
В числе наград:
- Награждён премиями Хольберга (2013)[14], Киото (2021).
- Именные лекции: Мессенджеровские лекции в 1993 году и Шрёдингеровская лекция (Имперский колледж Лондона) в 1995 году.
- Кавалер ордена Почётного легиона (31.12.2011)[15]
- Почётный доктор университетов Лозанны и Монреаля[16]

Член Американской академии искусств и наук, иностранный член Королевской датской академии наук и литературы, Королевской академии Бельгии и Британской академии.
Занимает второе место в Top Influential Sociologists 2010—2020 по версии Academic Influence и девятое место в топ-10 влиятельных антропологов 2010—2020 гг. там же.

## Список произведений на русском языке

### Книги
- Латур Б. Нового времени не было. Эссе по симметричной антропологии / пер. с фр. Д. Я. Калугина; Научн. ред. О. В. Хархордин. — СПб.: Издательство Европейского университета в Санкт-Петербурге, 2006. — 296 с. — (Прагматический поворот; Вып. 1). — ISBN 5-94380-049-2.
- Латур Б. Наука в действии: следуя за учёными и инженерами внутри сообщества / пер. с анг. К. Фёдоровой; научн. ред. С. Миляева. — СПб.: Издательство Европейского университета в Санкт-Петербурге, 2013. — 414 с. — (Прагматический поворот; Вып. 6). — ISBN 978-5-94380-161-7.
- Латур Б. Пересборка социального: введение в акторно-сетевую теорию / пер. с англ. И. Полонской; под ред. С. Гавриленко; Нац. исслед. ун-т «Высшая школа экономики». — М.: Изд. дом Высшей школы экономики, 2014. — 384 с. —  ISBN 978-5-7598-0819-0.
- Латур Б. Пастер: Война и мир микробов, с приложением "Несводимого" / пер. с фр. А. В. Дьякова. — СПб.: Издательство Европейского университета в Санкт-Петербурге, 2015. — 316 с. — (Прагматический поворот; вып. 7). — ISBN 978-5-94380-197-6.
- Латур Б. Политики природы. Как привить наукам демократию / пер. с фр. Е. Блинова. — М.: Ад Маргинем Пресс, 2018. — 510 с. — ISBN 978-5-91103-421-4.
- Латур Б. Где приземлиться? Опыт политической ориентации. СПб.: Издательство Европейского университета в Санкт-Петербурге, 2019. — 202 с.
- Латур Б. Фабрика права. Этнография Государственного совета / пер. с франц. Е. Блинова. — М.: Ад Маргинем Пресс, 2025. — 328 с. — ISBN 978-5-91103-864-9.

### Статьи
- Латур Б. Дайте мне лабораторию, и я переверну мир / пер. с англ. П. Куслий // Логос. — 2002. — № 5—6 (35) — С. 211—242.
- Латур Б. Когда вещи дают сдачи: возможный вклад «исследований науки» в общественные науки / пер. с англ. О. Столяровой // Вестник Московского университета. Серия 7. Философия. — 2003. — № 3. — С. 20—39.
- Латур Б. Политика природы / пер. с фр. Д. Я. Калугина // Неприкосновенный запас. — 2006. — № 2 (46). — С. 11—29.
- Латур Б. Об интеробъективности / пер. с англ. А. Смирнова; под научн. ред. В. С. Вахштайна // Социология вещей: сб. ст. / Под ред. В. С. Вахштайна. — М.: Издательский дом «Территория будущего», 2006. — С. 169—199.
- Латур Б. Где недостающая масса? Социология одной двери. В честь Роберта Фокса / пер. с англ. Н. Мовниной // Социология вещей: сб. ст. / Под ред. В. С. Вахштайна. — М.: Территория будущего, 2006. — C. 199—223.
- Латур Б. Надежды конструктивизма / пер. с англ. О. Столяровой // Социология вещей: сб. ст. / Под ред. В. С. Вахштайна. — М.: Территория будущего, 2006. — C. 365—390.
- Латур Б., Стивен В. Лабораторная жизнь. Конструирование научных фактов. Глава 2. Антрополог посещает лабораторию // Социология власти : журнал  / пер. с англ. А. Кузнецова. — 2012. — № 6—7. — С. 178—234. — ISSN 2074-0492.
- Латур Б. Коперниковский переворот в политической теории // Социология власти : журнал  / пер. с англ. А. Кузнецова. — 2012. — № 6—7. — С. 235—254. — ISSN 2074-0492.
- Латур Б. Политика объяснения: альтернатива // Социология власти : журнал  / пер. с англ. А. Кузнецова. — 2012. — № 8. — С. 113—143. — ISSN 2074-0492.
- Латур Б. Сферы и сети: два способа понимания глобального // Вестник российского университета дружбы народов. Серия: Философия : журнал  / пер. с фр. Л. Ю. Бронзино. — 2013. — № 2. — С. 5—16. — ISSN 2313-2302.
- Латур Б. Пересобирая социальное. Введение в акторно-сетевую теорию // Экономическая социология : журнал  / пер. с англ. И. Полонской. — 2013. — Т. 14, № 2. — С. 73—87. — ISSN 1726-3247.
- Латур Б. Извините, вы не могли бы вернуть нам материализм? // Философско-литературный журнал «Логос» : журнал  / пер. с англ. А. Морозова, М. Федянина. — 2014. — № 4 (100). — С. 265—274. — ISSN 0869-5377.
- Латур Б. Дэвиду Блуру... и не только: ответ на "Анти-Латур" Дэвида Блура // Философско-литературный журнал «Логос» : журнал  / пер. с англ. А. Писарева. — 2017. — Т. 27, № 1 (116). — С. 135—162. — ISSN 0869-5377.
- Латур Б. Об акторно-сетевой теории. Некоторые разъяснения, дополненные еще большими усложнениями // Философско-литературный журнал «Логос» : журнал  / пер. с англ. А. Писарева. — 2017. — Т. 27, № 1 (116). — С. 173—200. — ISSN 0869-5377.
- Латур Б. АСТ: вопрос об отзыве // Философско-литературный журнал «Логос» : журнал  / пер. с англ. Н. Кочинян. — 2017. — Т. 27, № 1 (116). — С. 201—216. — ISSN 0869-5377.
- Латур Б. Биография одного исследования: к работе о модусах существования // Философско-литературный журнал «Логос» : журнал  / пер. с англ. А. Лобановой, С. Гавриленко. — 2017. — Т. 27, № 1 (116). — С. 217—244. — ISSN 0869-5377.
- Латур Б. Визуализация и познание: изображая вещи вместе // Философско-литературный журнал «Логос» : журнал  / пер. с англ. М. Маслюковой, М. Расторгуевой, С. Гавриленко. — 2017. — Т. 27, № 2 (117). — С. 95—156. — ISSN 0869-5377.
- Латур Б. Берлинский ключ, или как делать слова с помощью вещей // Философско-литературный журнал «Логос» : журнал  / пер. с англ. П. Хановой. — 2017. — Т. 27, № 2 (117). — С. 157—170. — ISSN 0869-5377.
- Латур Б. Габриель Тард и конец социального // Социология власти : журнал  / пер. с англ. А. Титкова под ред. И. Напреенко. — 2019. — Т. 31, № 2. — С. 217—239. — ISSN 2074-0492.
- Латур Б. Как лучше регистрировать агентность вещей: семиотика и онтология // Социология власти : журнал  / пер. с англ. А. Кузнецова. — 2023. — Т. 35, № 2. — С. 156—196. — ISSN 2074-0492.
- Латур Б. Почему критика выдохлась? От фактов к вопросам, вызывающим озабоченность // Философско-литературный журнал «Логос» : журнал  / пер. с англ. П. Маркиной. — 2023. — Т. 33, № 5 (156). — С. 29—64. — ISSN 0869-5377.